# Байтерек (Жуалынский район)
Байтерек (каз. Бәйтерек, до 2007 года — Октябрь) — село в Жуалынском районе Жамбылской области Казахстана. Административный центр Актюбинского сельского округа. Код КАТО — 314235100.

## Население
В 1999 году население села составляло 1945 человек (956 мужчин и 989 женщин). По данным переписи 2009 года, в селе проживали 1484 человека (742 мужчины и 742 женщины).